# 德格乡
德格乡是中华人民共和国四川省阿坝藏族羌族自治州阿坝县已撤销的一个乡。
2020年6月，四川省人民政府批复同意阿坝州调整阿坝县等6个县部分乡镇行政区划。其中，撤销河支乡、德格乡，设立河支镇。

## 行政区划
德格乡撤销前下辖以下地区：
德格村和日进贡村。